# 辛島文雄
辛島 文雄（からしま ふみお、1948年3月9日 - 2017年2月24日）は、大分県出身のジャズ・ピアニスト。

## 略歴
大分大学の音楽の教授だった父のもとで、3歳のころからクラシック音楽を学んだ。
九州大学在学中から演奏活動を始め、ジョージ大塚のグループやエルヴィン・ジョーンズ、日野元彦らと共演し評価を受けた。1978年のエルヴィン・ジョーンズとの共演を機に、1980年から6年間にわたってエルヴィン・ジョーンズ＝ジャズマシーンに参加した。トニー・ウィリアムス、ジャック・ディジョネットとも共演した。
2017年2月14日 闘病中にステージで演奏。
2017年2月24日午後8時30分、膵臓癌で死去。68歳没。

## 人物
- クラシック・ピアニスト辛島輝治は実兄であり、以前は東京芸術大学の教授も勤めていた。
- 兄弟でジャズとクラシックと道は違えど音楽という共通分野で活躍していた。